# Лихоліття війни

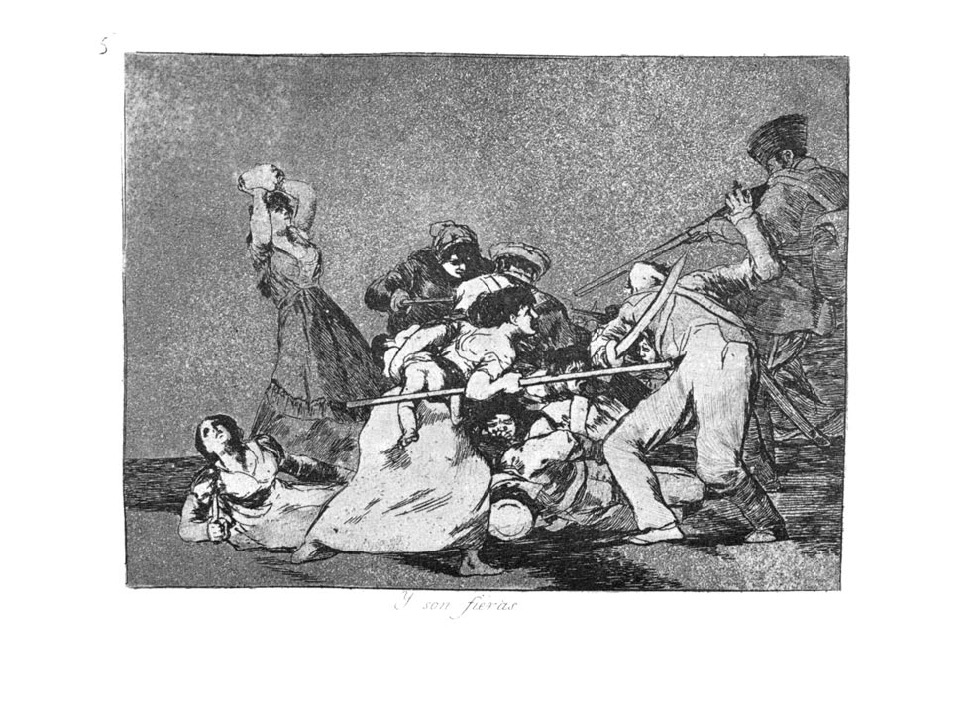
Аркуш № 5. Як дикі звірі.

Лихоліття війни (ісп. Los desastres de la guerra) — серія офортів, яку створив іспанський художник Франсіско Гойя у 1810—1818 рр. Серія нараховує 80 аркушів, іноді додають ще два.

## Передумови

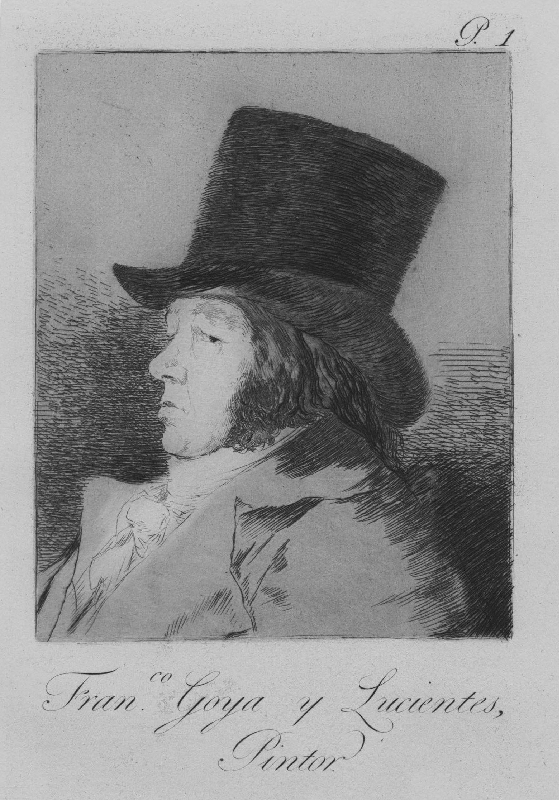
Автопортрет, серія «Капрічос», 1799 р.

За проханням військового Хосе де Палафокса — Гойя, що мешкав в Мадриді, створив подорож до міста Сарагоса, аби зібрати матеріали для нових творів. Планувалося надрукувати патріотичний альбом з приводу героїчної оборони Сарагоси в національно-визвольній війні проти військ Наполеона Бонапарта. Син маркіза, Хосе де Палафокс сам брав участь в військових діях в Сарагосі і багато про що міг розповісти патріотично налаштованому художнику. Ще більше шокуючого побачив сам художник, коли прямував в Сарагосу в жовтні 1808 року.

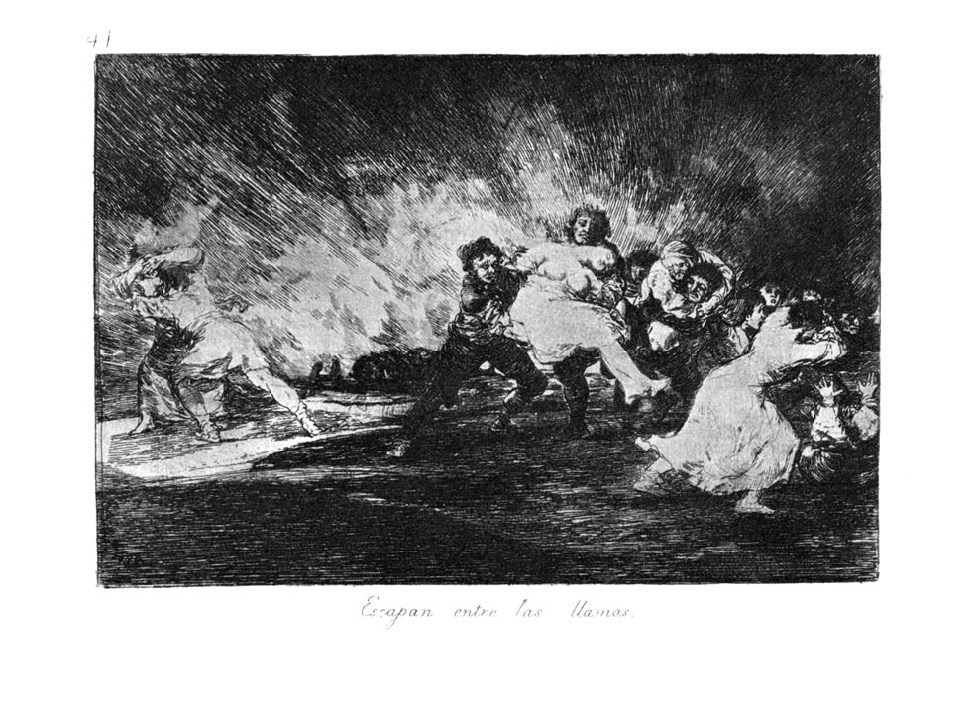
Вони біжать через полум'я (№ 41)

Гойя зробив багато замальовок, зібрані в альбоми. Він не зупинився лише на трагічних подіях двох облог Сарагоси і руйнації міста, а продовжив збирати матеріали і під час боїв під Мадридом, додавши замальовки голоду 1811-1812 рр. в столиці і масових смертей мешканців міста. Перебіг подій був таким стрімким і трагічним, що патріотичний альбом друкувати ніхто не став через труднощі воєнного часу. Але художник не покинув роботу над серією, використавши ті пластини металу, що знайшов та зашліфував старі зображення заради нових сюжетів.

## Техніка виконання

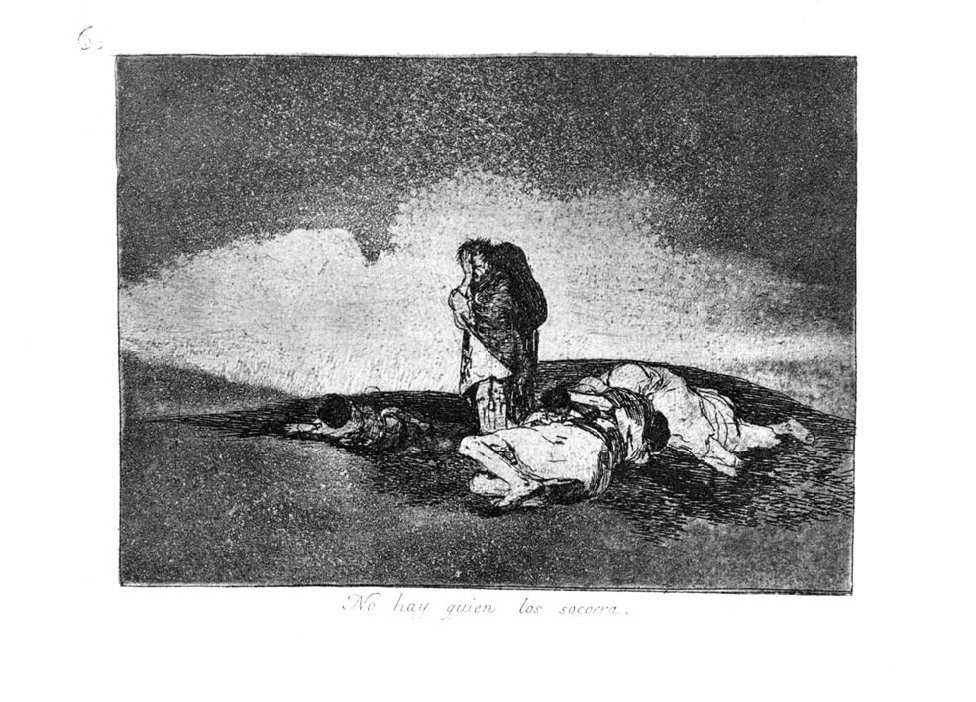
Нема жодного, хто б допоміг їм (№ 60)

Майстер наносив розпилений кислотостійкий лак чи каніфоль, що давали на відбитках похмуре тло, наче вкрите туманом. Малював сухою голкою, зашліфовував необхідні міста, додавав акватінту. Гойя відмовився від використання кольорів, бо чорно-білі відбитки добре відтворювали атмосферу трагічних подій. Художник працював натхнено, то роблячи відразу декілька матриць, то покидаючи роботу і повертався до неї через роки. Частка сюжетів відтворена наче в ескізі — зображене лише головне. Частка пророблена ретельно, а до сюжету художник повертався неодноразово, аби досягти необхідного враження.

## Назва і датування

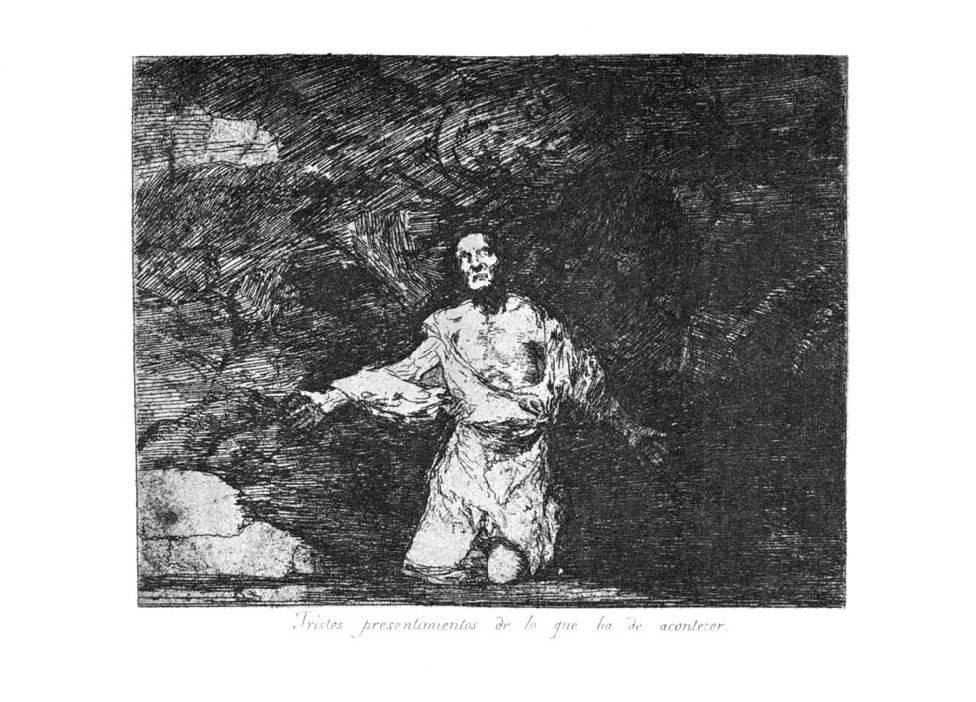
Передчуття небачених катастроф (№ 1)

Назва серії не належить Гойї, вона пізніша. На альбомі малюнків художника серія мала назву «Фатальні наслідки кривавої війни Іспанії з Наполеоном та деякі фантазії».
Була створена ретельна праця задля датування малюнків. Адже художник не всі датував. Частка розпізнана чарез історичні події, відтворені в офортах. Більш-менш точно вибудована і послідовність аркушів. Останнім за часом створення був офорт «Передчуття небачених катастроф», але його зробили першим в серії, оприлюдненій у 1863 році.

## Самоцензура Гойї
Це не перша серія офортів, створених художником. У 1790-ті рр. він працював над серією «Капрічос» (в перекладі — фантастичні примхи, капризи уяви), надрукованої у 1799 р. Сатиричне засудження людських пороків було змішане в гравюрах з моторошними алегоріями, але не чіпало політику.
Створення нової серії Гойя розпочав у віці 62 роки і дозволив собі надзвичайно сміливе відтворення подій та натяки на ганебні дії тогочасних політиків. В малюнках альбому є аркуш з зображенням папи римського, що балансує на хиткому дроті як акробат. В новій серії він замінив його на невідомого священика. Гойя знав більше страшних і прихованих сторінок ганебної тодішньої реальності, ніж відтворив в серії. Натяки на актуальні політичні події в повоєнний час вбачають в алегоричних аркушах « Правда померла» та « Невже вона не воскресне ?» Всі вони свідки самоцензури Гойї, де він ховає зміст за алегоріями. При житті Гойї серія не була оприлюднена з тих же міркувань. Тобто, межі серії ширші за її назву і не скеровані лише на відворення жахів самої війни.
А після відновлення в Іспанії монархії та реакційного режиму, художник вимушено емігрував у південну Францію, де мешкали опозіційно налаштовані іспанці і де він прожив чотири роки.

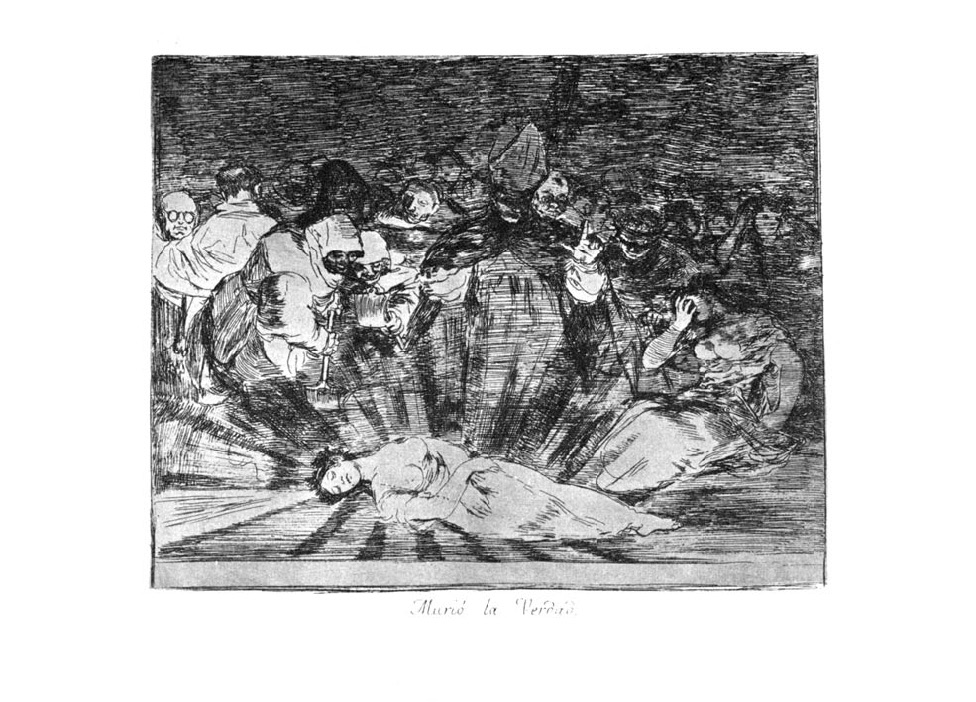
Правда померла ( № 79 )
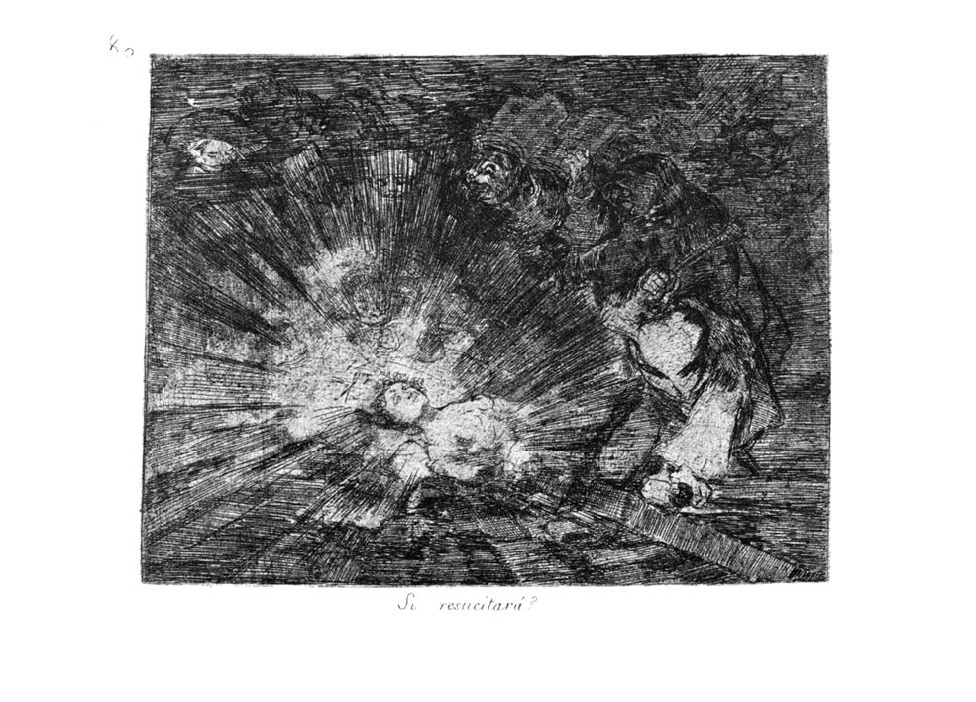
Невже вона не воскресне ? (№ 80 )
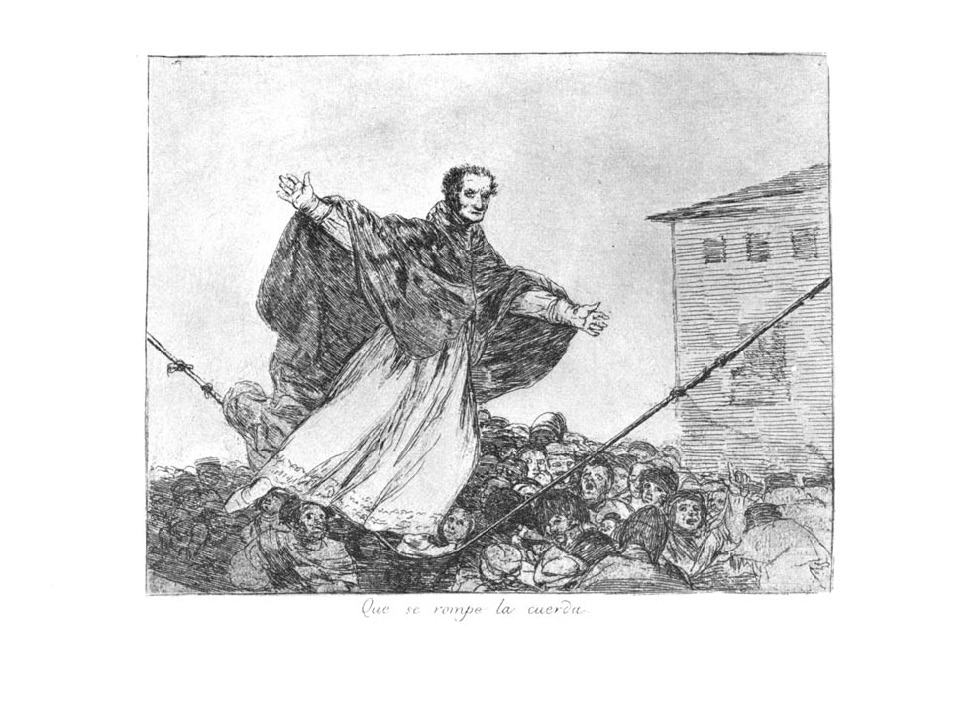
Дивись, дріт порвеш ! (№ 77 )
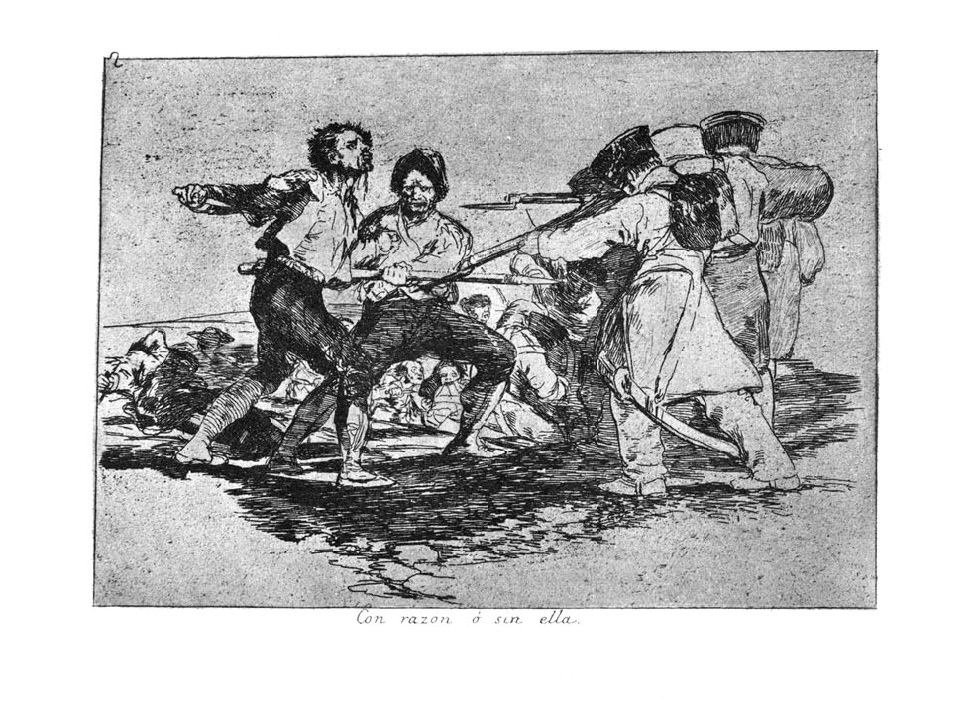
Сутичка з приводу чи без нього ( № 2)

## Частини серії
Ретельне вивчення серії дозволило тематично розгалужити сюжети.
Частка відтворює жахи війни, де вояки калічать та страчують полонених, французи ґвалтують іспанських жінок, грабують католицькі храми Іспанії, хоча формально самі католики.

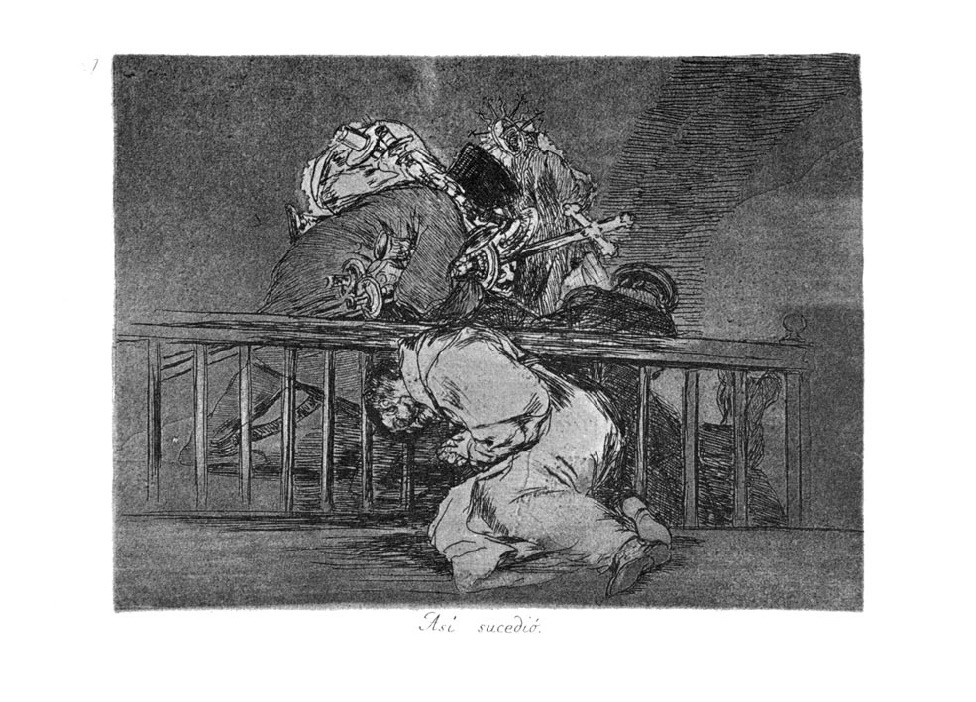
Ось що сталося (Пограбування храму, № 47 )
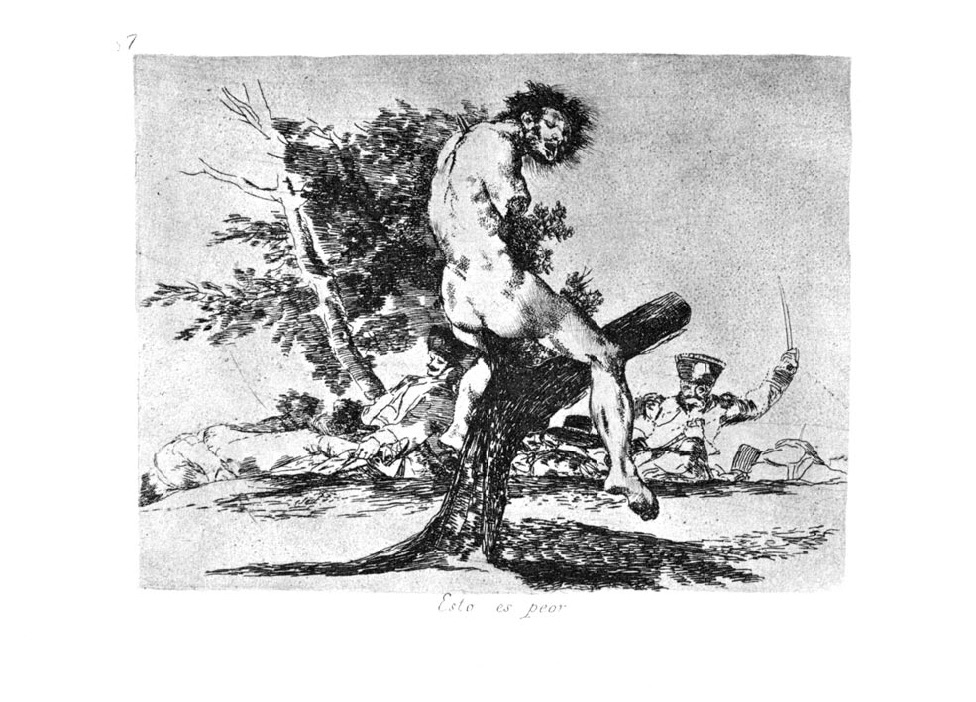
Найгірше (№ 37)
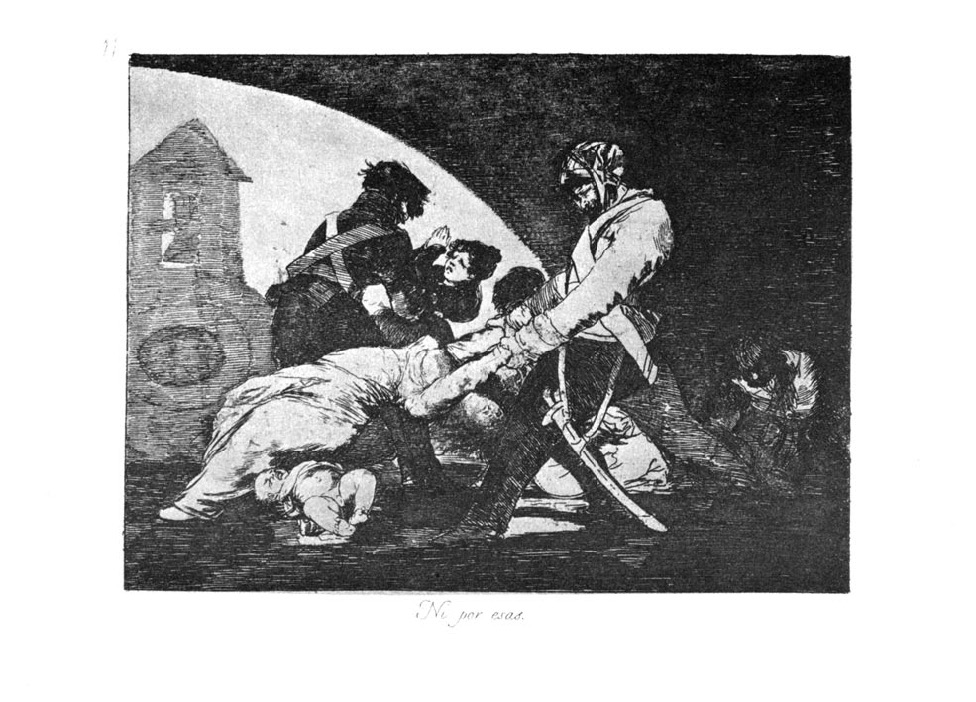
Французи ґвалтують іспанських жінок ( № 11 )
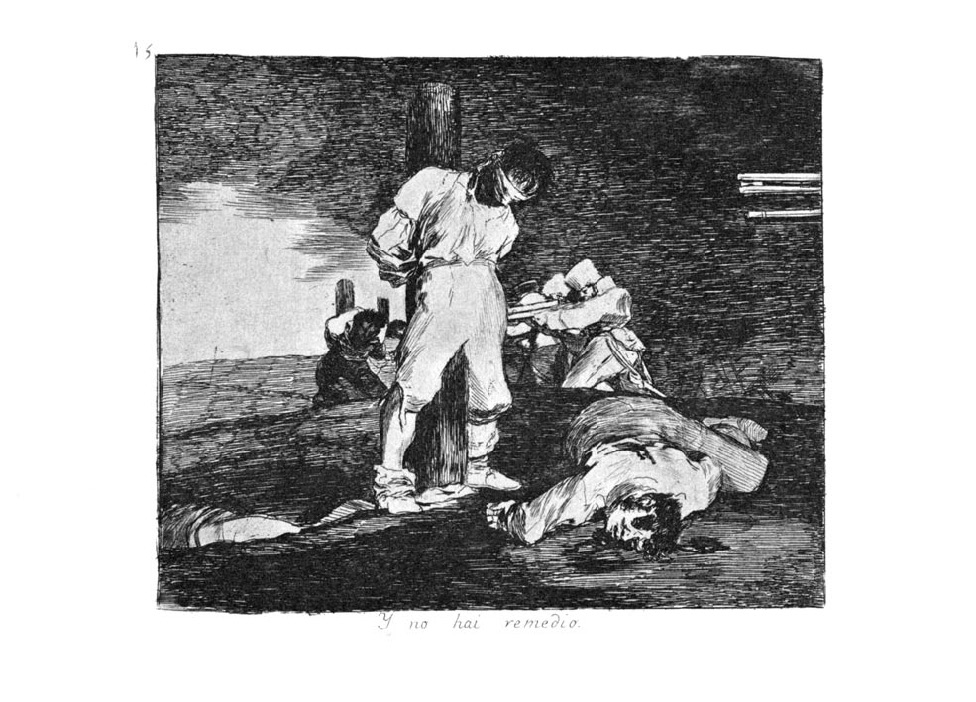
Допомогти неможливо (№ 15)

Частка показує страждання іспанського населення на захоплених територіях, голодомор в Мадриді, гори вбитих, пограбування одягу трупів мародерами, оплакування та збори померлих, сцени грубого і швидкого поховання убитих загарбників.

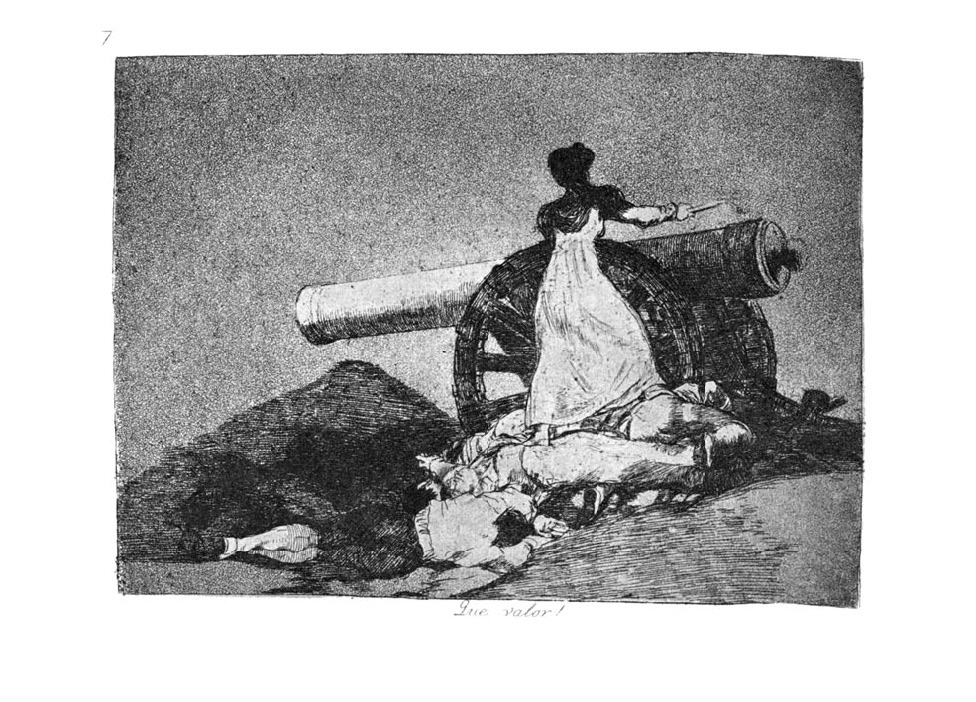
«Яка мужність !», (№ 7)

Гойя повністю відмовився від показу ефектних батальних сцен з вершниками, атаками, димами від гармат. Але зовсім не приховує жахи війни, яка увійшла навіть в оселі простих іспанців, що захищають своїх близьких домашнім реманентом, що кидаються на озброєних завойовників з ножами. Серед найкращих зразків спротиву наполеонівським воякам — аркуш «Яка мужність!», де Гойя уславив героїчний вчинок Марії Агостіни з Сарагоси. Коли повбивали чоловіків, вона стала до гармати як простий артилерист і продовжила бій з боку мешканців блокованого міста.
Частка аркушів з осудом забобонів («Несуть статуї святих»), частка — з алегоріями.

## Передруки серії
Лише у 1863 р . здійснене перше видання офортів серії з ініціативи митців Королівської Академії мистецтв Сан Фернандо. Подія відбулася через 35 років після смерті Гойї.
Передруки серії були у 1892, у 1903, у 1906 роках.